# أولكسندر شوفكوفسكي
أولكسندر فولوديميروفيتش شوفكوفسكي (بالأوكرانية: Шовковський Олександр Володимирович)‏ (بالأوكرانية: Олександр Володимирович Шовковський) مواليد 2 يناير 1975 في كييف، هو لاعب كرة قدم أوكراني سابق، لعب لنادي دينامو كييف ومنتخب أوكرانيا لكرة القدم كحارس مرمى. سبق له أن لعب في كأس العالم لكرة القدم مع منتخب بلاده.

## روابط خارجية
- أولكسندر شوفكوفسكي على موقع الاتحاد الدولي (مؤرشف)  (الإنجليزية)
- أولكسندر شوفكوفسكي على موقع الاتحاد الأوربي (الإنجليزية)
- أولكسندر شوفكوفسكي على موقع اتحاد أوكرانيا (الإنجليزية)
- أولكسندر شوفكوفسكي على موقع قاعدة بيانات كرة القدم.إي يو (الإنجليزية)
- أولكسندر شوفكوفسكي على موقع ناشيونال فوتبول تيمز (الإنجليزية)
- أولكسندر شوفكوفسكي على موقع Soccerway.com (الإنجليزية)
- أولكسندر شوفكوفسكي على موقع عالم كرة القدم.نت (الإنجليزية)
- أولكسندر شوفكوفسكي على موقع AS.com (الإسبانية)